# Ковляковский сельсовет
Ковляковский сельсовет — административная единица на территории Шумилинского района Витебской области Республики Беларусь. Административный центр — агрогородок Кривое Село.

## Состав
Ковляковский сельсовет включает 41 населённый пункт:
- Белянково — деревня
- Бокишево — деревня
- Бондарево — деревня
- Боньки — деревня
- Борец — деревня
- Горовые — деревня
- Дворище — деревня
- Долгие — деревня
- Дубинки — деревня
- Духровичи — деревня
- Заводской — посёлок
- Загромадино — деревня
- Заречье — деревня
- Заручевье — деревня
- Земково — деревня
- Ивонино — деревня
- Ковалевщина — деревня
- Ковляки — деревня
- Кривое Село — агрогородок
- Куриловщина — деревня
- Любичи — деревня
- Мамойки — деревня
- Мурашки — деревня
- Новики — деревня
- Новое Село — деревня
- Ольшаники — деревня
- Польковичи — деревня
- Полячки — деревня
- Пятницкое — деревня
- Савченки — деревня
- Свердлы — деревня
- Синяково — деревня
- Слобода — деревня
- Стрелки — деревня
- Узречье — деревня
- Улазовичи — деревня
- Усы — деревня
- Харковичи — деревня
- Хароково — деревня
- Яновиль — деревня
- Яцуки — деревня

Упразднённые населённые пункты на территории сельсовета:
- Восток — деревня
- Фатынь — деревня